# Кривошеин, Никита Игоревич
Ники́та И́горевич Кривоше́ин (6 июля 1934, Париж) — русский переводчик и писатель, общественный и политический деятель русской эмиграции. Кавалер ордена Святого Даниила III степени.

## Биография
В 1946 году семья русских дворян-эмигрантов первой волны во Франции Кривошеиных приняла советское гражданство, в 1947 году репатриировалась в СССР и была направлена в Ульяновск.
Никита Кривошеин работал на заводе в Ульяновске, окончил вечернюю школу рабочей молодёжи. Окончил Московский институт иностранных языков.
В августе 1957 года был арестован КГБ за напечатанную в газете «Le Monde» неподписанную статью о вторжении советских войск в Венгрию. Осуждён по статье 58 (ч. 10) Уголовного кодекса РСФСР; отбывал наказание в мордовских политлагерях. Работал на пилораме, на погрузочных работах.
После освобождения с 1960 по 1970 годы работал письменным и синхронным переводчиком. Работал в журнале «Новое время». Прописан был в Малоярославце Калужской области.
В 1971 году вернулся во Францию и проживал в Париже.
Работал синхронным переводчиком в ЮНЕСКО, ООН, Совете Европы. Занимается переводами русской художественной литературы на французский язык. Автор публицистических работ и воспоминаний в изданиях «Русская мысль» (Париж), журнал «Звезда». Выступал по радио «Свобода». Принимал участие в подготовке к публикации духовного наследия архиепископа Василия (Кривошеина). Один из главных персонажей документального фильма об эмиграции «Не будем проклинать изгнание» (1997, 2003).
В апреле 2004 году стал членом-учредителем «Движения за поместное православие русской традиции в Западной Европе».
17 ноября 2019 года награждён орденом Благоверного Святого князя Даниила II степени.

## Семья
- Первая жена (с 1966) — Марина Сергеевна Лопухина (род. 10.02.1940, Кламар, Франция), в разводе с 1973[3].
- Вторая жена — Ксения Игоревна Кривошеина, урождённая Ершова. Родилась в 1945 году в Ленинграде в семье оперных певцов и художников (дед — Иван Васильевич Ершов). Иллюстратор детских книг, живописец. Выйдя замуж за Никиту Кривошеина, она выехала в Париж в 1980 году, где продолжает свою деятельность как публицист, художник, исследователь творчества Марии (Скобцовой) и сайта «Жизнь, творчество судьба»[4].
  - Сын — Иван Кривошеин, родился в 1976 году в Париже.
- Дед по отцу — Кривошеин, Александр Васильевич — министр земледелия Российской империи и премьер-министр правительства Юга России генерала Врангеля. Сестра деда Ольга Васильевна Морозова (урождённая Кривошеина, 1866—1953) похоронена вместе со своим мужем Сергеем Тимофеевичем Морозовым (1860—1944) на русском кладбище в Сент-Женевьев-де-Буа под Парижем.
  - Отец — Кривошеин, Игорь Александрович — инженер, выдающийся масон, участник движения Сопротивления во Франции в годы Второй мировой войны, награждён медалью Сопротивления по приказу де Голля (1945), в 1944 году арестован гестапо, заключён в Бухенвальд, потом в Дахау, освобождён союзническими войсками. После окончания Второй мировой войны активно занимался общественной деятельностью, принял советское гражданство, в 1945—1947 годах был председателем Содружества русских добровольцев, партизан и участников Сопротивления. 25 ноября 1947 года арестован и депортирован из Франции, после чего репатриировался в СССР. В 1949 году арестован МГБ в Ульяновске и приговорен ОСО к 10 годам ИТЛ по ст. 58-4 УК РСФСР. Реабилитирован в 1954 году. Автор ряда публикаций в советских сборниках и периодике, посвящённых участию русских эмигрантов во французском Сопротивлении. Вернулся во Францию в 1974 году. Скончался в 1987 году, похоронен на кладбище Сент-Женевьев-де-Буа.
  - Дядя — архиепископ Бельгийский и Брюссельский Василий (Кривошеин) (1900—1985) — богослов и патролог[5].
  - Дядя — Кирилл Александрович Кривошеин (1903—1977) — был деятельным участником французского Сопротивления и награждён медалью Сопротивления, много путешествовал, был знатоком искусства. Написал исследование о жизни и деятельности своего отца «Судьба века: Кривошеины»[6], послужившее материалом для А. И. Солженицына: в эпопее «Красное колесо» А. В. Кривошеин и его сыновья — действующие лица. К. А. Кривошеин скончался в Мадриде (Испания) и похоронен под Парижем на кладбище в Севре[7].
- Дед по матери — Мещерский, Алексей Павлович (1867—1938). Его называют «русским Фордом». Окончил военный корпус в Москве, затем Санкт-Петербургский горный институт в 1890. Горный инженер. Титулярный советник (1893), коллежский советник (1904), статский советник (1913). В 1908 году состоял в распоряжении правления общества Коломенского машиностроительного завода. Член правлений и директор-распорядитель акционерного общества железоделательных, сталелитейных и механических заводов «Сормово», общества Коломенского машиностроительного завода, Белорецких железоделательных заводов, член правлений Выксунских горных заводов, Русского судостроительного акционерного общества, общества механических заводов Бромлей, «Шестерня-Цитроен», «Океан» и др. Организатор концерна «Коломна — Сормово» (1913), один из организаторов и директоров Международного коммерческого банка в Петербурге. Похоронен на кладбище Сент-Женевьев-де-Буа под Парижем.
  - Мать — Кривошеина, Нина Алексеевна (урождённая Мещерская, 1895—1981). Родилась в Екатеринбурге в семье крупного банкира и предпринимателя, владельца Сормовского и Коломенского заводов А. П. Мещерского. Супруга И. А. Кривошеина. Активный член партии «младороссов». После Октябрьского переворота ушла в Финляндию по льду Финского залива. В 1948 году возвратилась в СССР, пережила арест мужа и сына. В 1974 году снова эмигрировала в Париж, где написала воспоминания «Четыре трети нашей жизни»[8], одну из интереснейших книг о русской эмиграции, вышедшую в серии А. И. Солженицына «Наше недавнее» (YMCA-Press, 1984) и вторым изданием в серии Всероссийская мемуарная библиотека в 1999 году. Эти воспоминания послужили основой для фильма «Восток-Запад». Нина Кривошеина публиковалась в журналах «Вестник РСХД» и «Звезда». Скончалась в 1981 году в Париже и похоронена на кладбище Сент-Женевьев-де-Буа[9].